# Rosa damascena
Rosa damascena là loài thực vật có hoa trong họ Hoa hồng. Loài này được 144+(pro sp.)+ miêu tả khoa học đầu tiên năm 1768.

## Hình ảnh

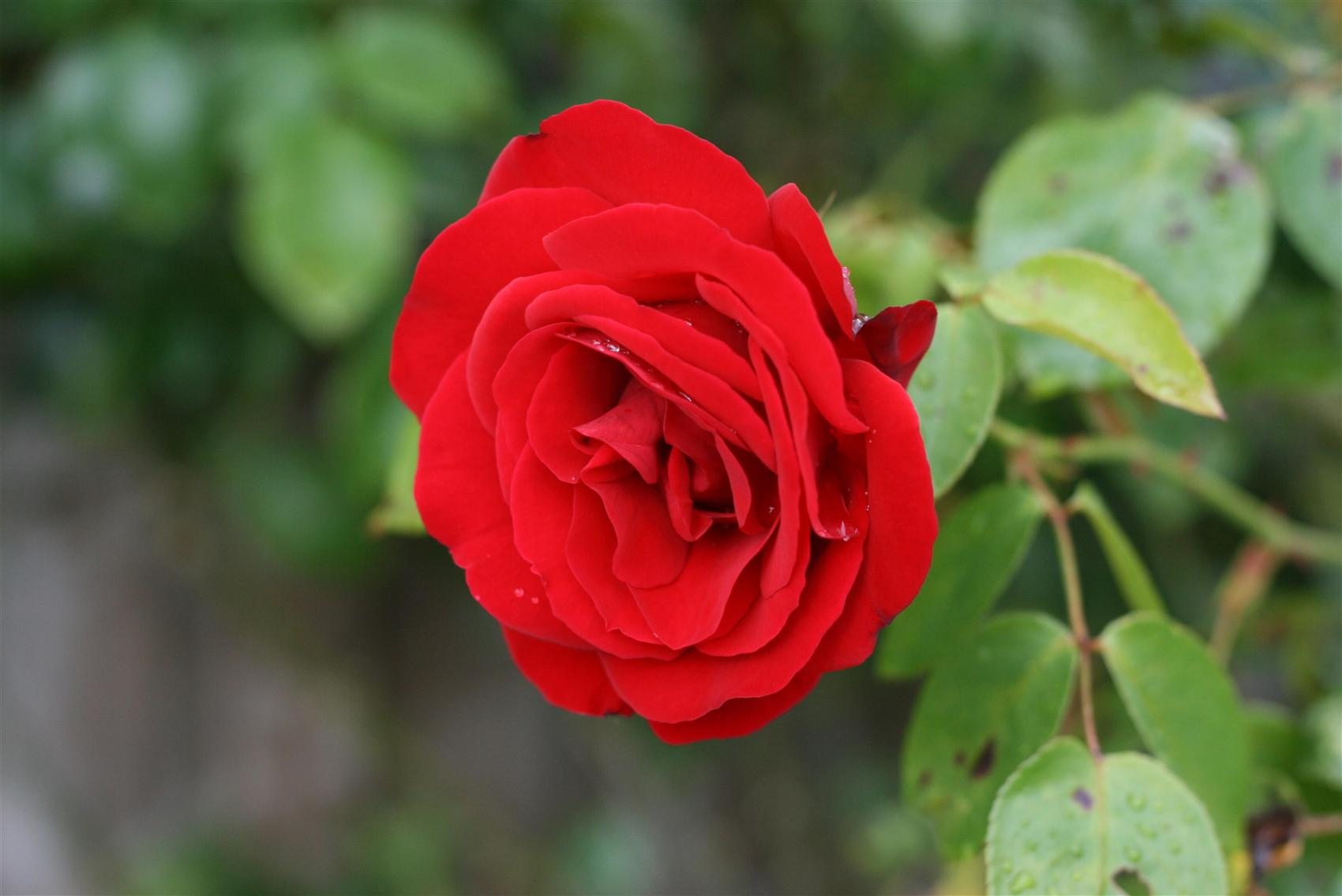
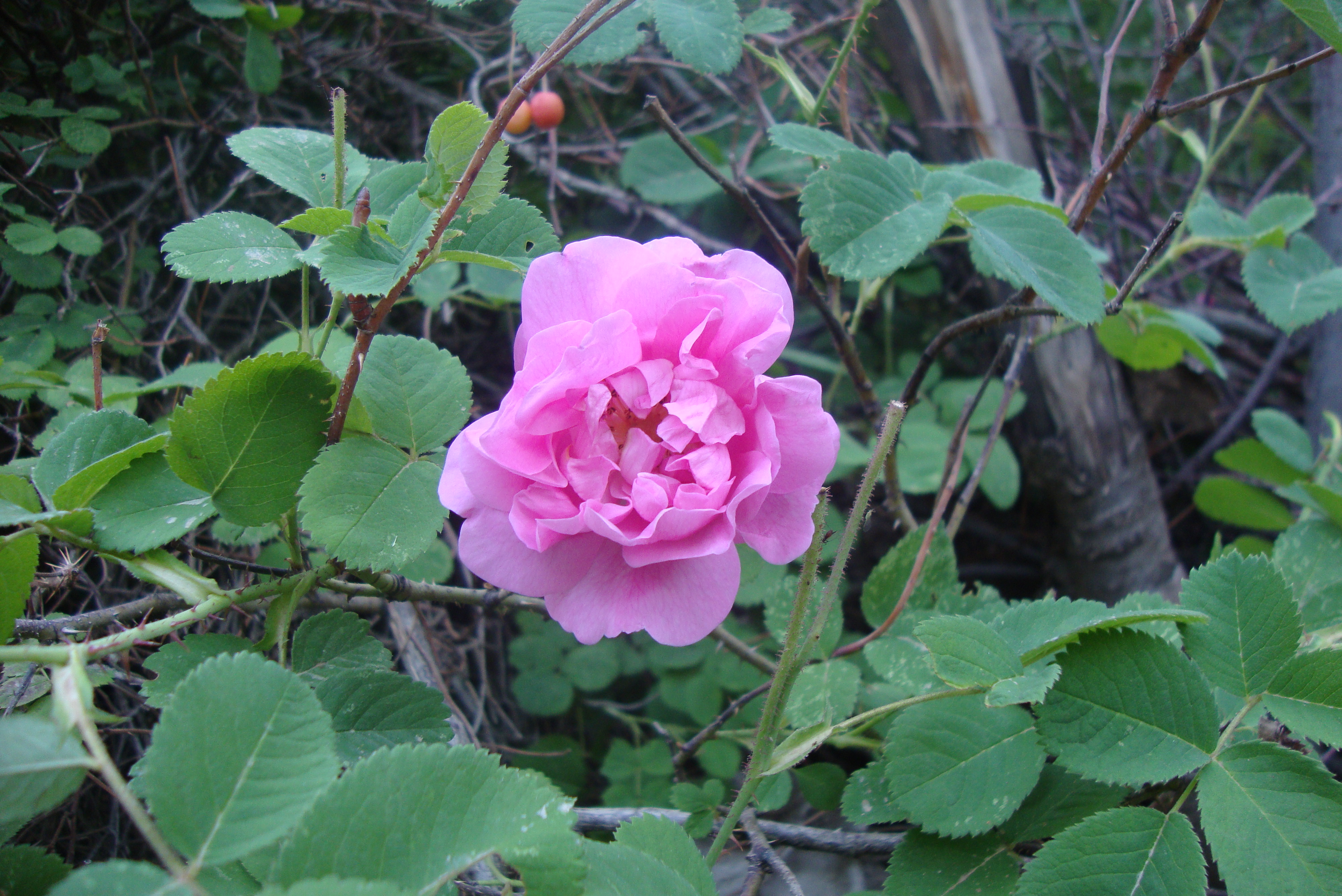
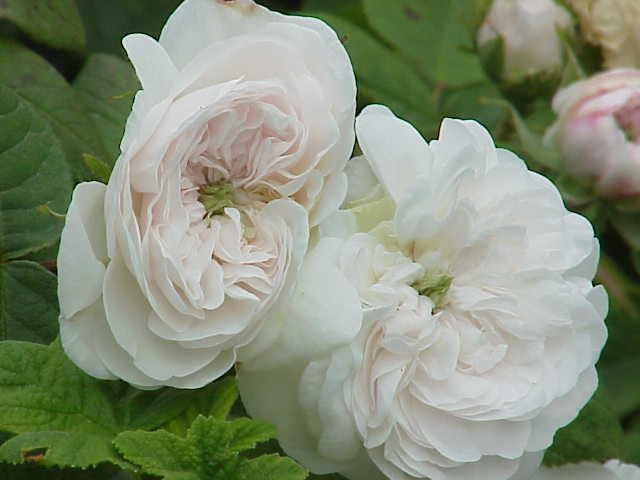